# Erico Menczer
Erico Menczer, auch Enrico Menczer (eigentlich: Eric Menczer; * 8. Mai 1926 in Rijeka; † 10. März 2012 in Rom), war ein italienischer Kameramann.

## Leben
Menczer, der gezwungenermaßen seinen Vornamen italienisieren musste, kam nach dem Zweiten Weltkrieg über Padua und Genua nach Rom und somit Anfang der 50er Jahre zum Film. Als Assistent und Mitglied der Kameracrew arbeitete er zunächst hauptsächlich mit dem Chefkameramann Gianni di Venanzo zusammen. Sein erster Film, der dokumentarische Piccolo cabotaggio pittorico, erhielt 1952 den Goldenen Löwen. Die Filme, an denen er in den 1950er Jahren mitarbeitete, z. B. Die Freundinnen und Der Schrei unter der Regie von Michelangelo Antonioni, hatten größeres künstlerisches Gewicht als diejenigen, in denen er ab 1960 als Chefkameramann verantwortlich war.

## Filmografie (Auswahl)
- 1961: Zwei in einem Stiefel (Il federale)
- 1962: Erotica (L’amore difficile) (eine Episode)
- 1962: Lockende Unschuld (La voglia matta)
- 1963: Stunden der Liebe (L’ore dell‘amore)
- 1964: Seitensprünge (Extraconiugale)
- 1964: Das saure Leben (La vita agra)
- 1965: Spione unter sich (The Dirty Game)
- 1966: Ergötzliche Nächte (Le piacevoli notti)
- 1966: Das gewisse Etwas der Frauen (Come imparai ad amare le donne)
- 1967: Die Abenteuer des Kardinal Braun (Operazione San Pietro)
- 1968: Die Unschlagbaren (Gli intoccabili)
- 1969: Liebesvögel (Lovebirds)
- 1969: Die Nackte und der Kardinal (Beatrice Cenci)
- 1970: Die neunschwänzige Katze (Il gatto a nove code)
- 1972: Das Geheimnis des gelben Grabes (L’etrusco uccide ancora)
- 1972: Knallt das Monstrum auf die Titelseite! (Sbatti il mostro in prima pagina)
- 1973: Jack London: Wolfsblut (Zanna bianca)
- 1975: Auge um Auge (La città sconvolta: caccia spietata ai rapitori)
- 1975: Das größte Rindvieh weit und breit (Fantozzi)
- 1976: Bewaffnet und gefährlich (Liberi armati pericolosi)
- 1977: Inferno 2000 (Holocaust 2000)
- 1978: Der Angriff kommt aus dem All, und auf der Erde herrscht Terror (Occhio dalle stelle)
- 1978: Covert Action – Rauschgift tötet leise (Sono stato un agente C.I.A.)
- 1983: Die Arglosen im Ausland (The Innocents Abroad)